# Radio de la Ciudad
LS1 Radio de la Ciudad, també coneguda pel seu nom comercial, La Once Diez, és una emissora de ràdio argentina que emet des de la Ciutat de Buenos Aires, en els 1110 kHz de l'AM. És operada pel Govern de la Ciutat de Buenos Aires, oferint una programació que es compon principalment de programes periodístics i culturals. Si bé a partir de 2013 va adoptar la seva denominació mediàtica actual, molta gent la continua cridant pel seu nom formal i històric, Radio de la Ciudad.

## Història

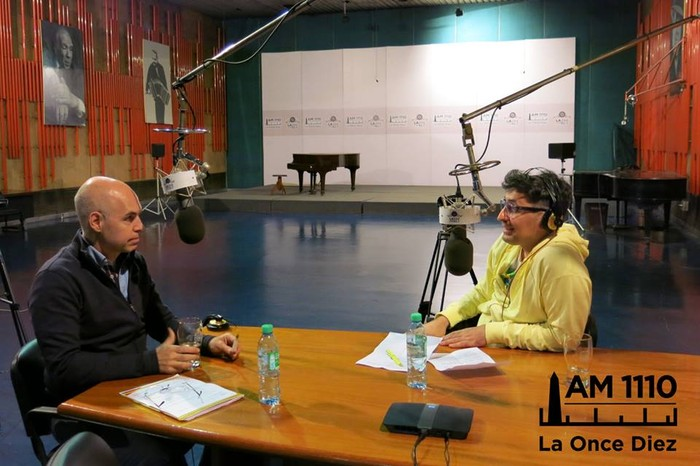
Estudis de La Once Diez

Aquesta emissora neix amb el nom de Radio Municipal el 23 de maig de 1927. La seva missió, principalment, consistia a irradiar les funcions d'òpera del Teatro Colón de la ciutat de Buenos Aires i, per extensió, ser un òrgan de difusió de les més altes expressions musicals clàssiques i del quefer cultural. La seva antiga freqüència d'emissió, situat en 710 KHZ en ona mitjana, va gaudir durant moltes dècades de la condició de "canal lliure internacional": cap altra emissora a Sud-amèrica emetria en aquesta freqüència, per a evitar interferències en la cobertura (condició que compartia amb LRA 1, Radio Nacional Buenos Aires i LRA 7, Radio Nacional Córdoba) el que, sumat a la seva potència primigènia de 100 kW, li permetria un abast molt extens. Fins i tot, hi ha hagut informes des de Ciutat del Cap, a Sud-àfrica, que han captat les emissions de Municipal en la nit, aprofitant els avantatges de la propagació ionosfèrica.
Radio Municipal, en els seus anys daurats de vida (dècades de 1920, 1930, 1940 i fins als 1950) ha comptat amb una orquestra estable pròpia i fins amb un elenc de radioteatre, que va seguir en activitat fins a entrada la dècada de 1990. Originalment operava en la freqüència de 710 kHz, però al gener de 1998 se li reassigna la freqüència de 1110 kHz, que ocupava LR2 Radio Argentina, emissora declarada en fallida i rebaixada en la seva potència d'emissió a 50 KW. Actualment la seva antiga freqüència és utilitzada per Radio 10, una emissora de caràcter privat.
La seva planta transmissora, situada al Dic Luján, va ser inaugurada el 9 de juliol de 1973.
Radio Municipal comptava, a més, amb un servei de freqüència modulada que va ser un dels primers a emetre de manera experimental, en 1967. S'emetia a través de 91.9 MHz. i passava música clàssica de 16 hs. a 2 hs. tots els dies. La seva cobertura era reduïda (equip de 5 KW), es limitava a la Capital Federal. Però, en 1993, va començar les seves emissions en una nova freqüència (92,7 MHz), que li permetria major potència (35 KW) i, per tant, una notable millor cobertura. Es va conèixer a aquesta programació com "La Metropolitana", després com a "FM Tango", i després "La 2×4", programació i denominació que perviu fins avui. I si bé implicava l'abandó de la música clàssica com a font principal dels seus programes, la ciutat guanyava una proposta de programació de 24 hores diàries dedicada a la música més paradigmàtica de la ciutat i de l'Argentina. En 1989 la ràdio va rebre un reconeixement de la Fundació Konex per la seva aportació a la música clàssica en la República Argentina.
Els seus estudis centrals, igual que la seva planta de Freqüència Modulada, es troben en ple centre de la Ciutat Autònoma de Buenos Aires, en la 8a planta del Centro Cultural San Martín, Sarmiento 1551, amb entrada també per l'Avenida Corrientes. La radio no rep cap mena de publicitat oficial, i el seu actual director és Baltazar Jaramillo, fill del periodista ja mort José María Jaramillo i l'actriu Soledad Silveyra.